# Itoplectis decora
Itoplectis decora là một loài tò vò trong họ Ichneumonidae.